# Linea 9 (metropolitana di Pechino)
La linea 9 (in cinese 北京地铁9号线S, Běijīng dìtiě jiǔ hào xiànP) è una linea attiva della metropolitana di Pechino.
Inaugurata il 31 dicembre 2011, e gestita dalla Beijing Mass Transit Railway Operation Corporation Limited, la linea si snoda lungo un percorso da nord a sud di 16,5 chilometri ed è composta da un totale di 13 stazioni, collegando i distretti di Haidian e Fengtai. La linea 9 viene rappresentata nelle mappe con il colore verde mela.

## Storia
Nel 1989, quando il Consiglio di Stato decise di costruire la stazione ferroviaria di Pechino Ovest e la linea ferroviaria Pechino-Kowloon, era già stato pianificato che la stazione di Pechino Ovest avrebbe consentito l'interscambio tra la linea 7 e la linea 9 della metropolitana di Pechino. Tuttavia, a quel tempo non c'erano le condizioni per costruire le due linee della metropolitana, quindi i progettisti e i costruttori si limitarono a predisporre una stazione della metropolitana sotterranea sotto la stazione ferroviaria di Pechino Ovest. Nel gennaio 1993 iniziarono i lavori di realizzazione della stazione di Pechino Ovest, i quali terminarono nel 1996. Quindici anni dopo, la stazione di Pechino Ovest venne interessata da lavori di ammodernamento e riadattata per consentire il passaggio delle linee 7 e 9.
Nel 2002, per fornire un miglior sistema di trasporto in vista delle Olimpiadi di Pechino del 2008, la città di Pechino aveva proposto di completare il tratto della linea 9 della metropolitana tra Baishiqiao e la stazione ferroviaria di Pechino Ovest, lungo 5,8 chilometri. Tuttavia, la costruzione della linea 9 non iniziò tempestivamente e i lavori presero il via solo nell'aprile 2007, con una previsione di completamento entro il 2010. Nel 2008 venne posticipata al 2012 l'apertura della linea. Nel maggio 2009 venne pianificata al 2010 l'apertura anticipata del tratto tra Guogongzhuang e Liuliqiao, ma anche questo piano non venne infine mai realizzato.
A fine 2010, per alleviare il traffico veicolare della città di Pechino, il governo municipale di Pechino pubblicò le Opinioni sugli sforiz per alleviare la congestione del traffico nella capitale, in cui si richiedeva l'apertura anticipata, entro la fine del 2011, del tratto settentrionale della seconda fase della linea 8 e del tratto meridionale della linea 9. Il tratto previsto per l'apertura della linea 9 era quello compreso tra Guogongzhuang e la stazione di Pechino Ovest. Le tempistiche vennero rispettate e il tratto meridionale della linea 9 entrò in funzione il 31 dicembre 2011. Il segmento inaugurato misurava 11,1 km e comprendeva 9 stazioni. Nonostante fosse possibile l'interscambio con la linea Fangshan alla stazione di Guogongzhuang, inaugurata alla fine del 2010, entrambe le linee non erano ancora connesse alla rete principale della metropolitana di Pechino. I passeggeri provenienti dai distretti di Fangshan e Fengtai potevano raggiungere le stazioni lungo il percorso, come Liuliqiao e la stazione ferroviaria di Pechino Ovest, ma per utilizzare altre linee di metropolitana dovevano necessariamente utilizzare autobus di superficie. Proprio a causa della mancanza di interscambi con altre linee della metropolitana, nel 2011 il traffico passeggeri sulla linea 9 era piuttosto limitato: il 29 aprile, quando il traffico complessivo della rete metropolitana di Pechino superò gli 8 milioni di passeggeri, la linea 9 trasportò solo 46 300 passeggeri.
Dopo un anno di servizio scollegato dal resto della rete metropolitana, il 30 dicembre 2012 viene inaugurata la sezione settentrionale della linea 9, insieme alla prima fase della linea 6 e altre due linee, consentendo alla linea 9 e alla linea Fangshan un collegamento con il resto del sistema di metropolitana di Pechino. Questo nuovo tratto della linea, lungo 5,5 km, comprendeva quattro nuove stazione e consentiva l'interscambio con la linea 4 alla stazione di Biblioteca nazionale, con la linea 6 alla stazione di Baishiqiaonan e con la linea 10 alla stazione di Liuliqiao. Ne conseguì un incremento nel numero di passeggeri registrati sulla linea 9: entro la prima metà di gennaio 2013, il numero medio giornaliero di passeggeri era triplicato rispetto a dicembre 2012, raggiungendo i 220 000.

### Cronologia delle aperture
| Segmento                             | Inaugurazione    | Lunghezza             | Stazioni | Nome sezione           |
| ------------------------------------ | ---------------- | --------------------- | -------- | ---------------------- |
| Pechino Ovest — Guogongzhuang        | 31 dicembre 2011 | 5,34 km               | 8        | Sezione meridionale    |
| Fengtai Dongdajie                    | 12 ottobre 2012  | Stazione di passaggio | 1        |                        |
| Biblioteca nazionale — Pechino Ovest | 30 dicembre 2012 | 10,28 km              | 3        | Sezione settentrionale |
| Museo Militare                       | 21 dicembre 2013 | Stazione di passaggio | 1        |                        |

## Servizio

### Tratta
La linea 9 della metropolitana di Pechino è entrata in servizio il 31 dicembre 2011. La tratta, dalla stazione di Biblioteca nazionale nel distretto di Haidian, si sviluppa per un totale di 13 stazioni fino alla stazione di Guogongzhuang, nel distretto di Fengtai. La linea consente interscambi con otto linee della metropolitana (1, 4, 6, 7, 10, 14, 16 e Fangshan) e con la stazione ferroviaria di Pechino Ovest. Sono necessari poco più di 40 minuti per effettuare tutto il percorso della linea 9.

### Tariffazione
La tariffazione parte da un prezzo di ¥3 a seconda della distanza di viaggio totale da percorrere, fino a un massimo di ¥5 (circa €0,60) per percorrere tutta la linea. Se si effettuano interscambi con altre linee il prezzo può aumentare fino a un massimo di ¥10 (circa €1) in base alla distanza percorsa.

### Condivisione del servizio con la linea Fangshan
Dal 18 gennaio 2023, per rispondere al crescente numero di passeggeri, la linea 9 condivide il servizio con la linea Fangshan esclusivamente durante gli orari di punta mattutini e serali dei giorni feriali. In questi casi, la linea 9 non termina il servizio alla stazione di Guogongzhuang ma prosegue lungo il tragitto della linea Fangshan, fino a Yancundong.

## Percorso e stazioni

### Percorso
|  |  | Unknown route-map component "uextCONTg" |

| Unknown route-map component "utCONTgq" | Unknown route-map component "utSTR+r" | Unused urban tunnel straight track |  |

| Unknown route-map component "utABZgl" | Unknown route-map component "uxtABZg+r" |

|  | Unknown route-map component "HUBrg" | Unknown route-map component "utXBHF-L" + Unknown route-map component "HUBq" | Unknown route-map component "utXBHF-R" + Unknown route-map component "HUBeq" |  |  |

| Unknown route-map component "utCONTgq" | Unknown route-map component "utBHFq" + Unknown route-map component "HUBe" | Unknown route-map component "utKRZto" | Unknown route-map component "utKRZto" | Unknown route-map component "utCONTfq" |  |

|  | Transverse water | Unknown route-map component "utKRZW" | Unknown route-map component "utKRZW" | Transverse water |  |

|  | Unknown route-map component "utSTRl" | Unknown route-map component "utKRZtu" | Unknown route-map component "utCONTfq" |

|  | Unknown route-map component "utCONTgq" | Unknown route-map component "utTINTt" | Unknown route-map component "utCONTfq" |

|  | Urban tunnel station on track |

|  | Transverse water | Unknown route-map component "utKRZW" | Transverse water |

|  | Unknown route-map component "HUBc2" | Urban tunnel station on track + Unknown route-map component "HUB3" |  |

|  | Unknown route-map component "utCONTgq" | Unknown route-map component "utBHFq" + Unknown route-map component "HUB1" | Unknown route-map component "utKRZtu" + Unknown route-map component "HUBc4" | Unknown route-map component "utCONTfq" |  |

|  | Unknown route-map component "utSTR+l" | Unknown route-map component "utSTRq" | Unknown route-map component "utABZgr" |  |  |

| Unknown route-map component "CONTgq" | Unknown route-map component "umtKRZ" | Station on transverse track + Unknown route-map component "HUBa" | Unknown route-map component "umtKRZ" | Unknown route-map component "CONTfq" |  |

|  | Unknown route-map component "utXBHF-L" + Unknown route-map component "HUBaq" | Unknown route-map component "XPLTq" + Unknown route-map component "HUBtg" | Unknown route-map component "utXBHF-R" + Unknown route-map component "HUBeq" | Express railway |  |

|  | Unknown route-map component "utSTRl" | Unknown route-map component "utSTRq" | Unknown route-map component "utKRZto" | Unknown route-map component "utCONTfq" |  |

|  | Urban tunnel station on track |

|  |  | Unknown route-map component "utABZg2" | Unknown route-map component "utSTRc3" |

|  |  | Unknown route-map component "utCONTgq" | Unknown route-map component "utTINTt" + Unknown route-map component "utSTRc1" | Unknown route-map component "utABZq+4" | Unknown route-map component "utCONTfq" |

|  |  | Unknown route-map component "utCONTgq" | Unknown route-map component "utTINTt" | Unknown route-map component "utSTRq" | Unknown route-map component "utCONTfq" |

|  | Urban tunnel station on track |

|  |  | Unknown route-map component "CONTgq" | Unknown route-map component "umtKRZ" | Transverse track | Unknown route-map component "CONTfq" |

|  |  |  | Urban tunnel straight track | Unknown route-map component "utSTR+l" | Unknown route-map component "utCONTfq" |

|  |  | Urban tunnel station on track + Unknown route-map component "HUBaq" | Urban tunnel station on track + Unknown route-map component "HUBeq" |

|  | Unknown route-map component "utCONTgq" | Unknown route-map component "utKRZto" | Unknown route-map component "utSTRr" |

|  | Urban tunnel station on track |

|  | Urban tunnel station on track |

|  | Transverse water | Unknown route-map component "utKRZW" | Transverse water |

|  | Unknown route-map component "utSTR+l" | Unknown route-map component "utKRZto" | Unknown route-map component "utCONTfq" |

|  | Unknown route-map component "utKRWg+l" | Unknown route-map component "utKRWgr" |  |

|  | Unknown route-map component "utXBHF-L" | Unknown route-map component "utXBHF-R" |  |

|  | Urban tunnel straight track | Unknown route-map component "utKDSTe" |  |

|  | Unknown route-map component "utCONTf" |

### Stazioni
|                      | Nome stazione                | Nome in cinese, pinyin | Percorrenza (ore) | Distanza (km)                   | Interscambi |
| -------------------- | ---------------------------- | ---------------------- | ----------------- | ------------------------------- | ----------- |
| Biblioteca nazionale | 国家图书馆 Guójiā túshūguǎn  | 0:00                   | 0,00              |                                 |             |
| Baishiqiaonan        | 白石桥南 Báishíqiáonán       | 0:03                   | 1,09              |                                 |             |
| Baiduizi             | 白堆子 Báiduīzi              | 0:06                   | 2,03              |                                 |             |
| Museo Militare       | 军事博物馆 Jūnshì bówùguǎn   | 0:10                   | 3,95              |                                 |             |
| Pechino Ovest        | 北京西站 Běijīngxī zhàn      | 0:14                   | 5,34              | Pechino Ovest Linea Sub-Central |             |
| Liuliqiaodong        | 六里桥东 Liùlǐqiáo dōng      | 0:17                   | 6,51              |                                 |             |
| Liuliqiao            | 六里桥 Liùlǐqiáo             | 0:20                   | 7,82              |                                 |             |
| Qilizhuang           | 七里庄 Qīlǐzhuāng            | 0:24                   | 9,60              |                                 |             |
| Fengtai Dongdajie    | 丰台东大街 Fēngtái dōngdàjiē | 0:27                   | 10,93             |                                 |             |
| Fengtai Nanlu        | 丰台南路 Fēngtái nánlù       | 0:31                   | 12,51             |                                 |             |
| Keyilu               | 科怡路 Kēyílù                | 0:34                   | 13,49             |                                 |             |
| Fengtai Science Park | 丰台科技园 Fēngtái kējìyuán  | 0:37                   | 14,28             |                                 |             |
| Guogongzhuang        | 郭公庄 Guōgōngzhuāng         | 0:41                   | 15,63             |                                 |             |

## Materiale rotabile
| Modello | Immagine | Produttore                      | Anno       | In servizio | Numeri        | Deposito      |
| ------- | -------- | ------------------------------- | ---------- | ----------- | ------------- | ------------- |
| DKZ33   |          | CRRC Changchun Railway Vehicles | 2011, 2019 | 37          | 09 001–09 037 | Guogongzhuang |